# ブリジット・マッカーシー
ブリジット・マッカーシー（Bridgette McCarthy）はイギリスの柔道選手。現役時代の階級は52kg級。

## 人物
1979年のヨーロッパ選手権52kg級で3位に入った。1980年の
ドイツ国際とオランダ国際では優勝を飾ると、ヨーロッパ選手権では2位になった。ニューヨークで初開催となった女子の世界選手権では銅メダルを獲得した。

## 主な戦績
- 1979年 - ヨーロッパ選手権　3位
- 1980年 - ドイツ国際　優勝
- 1980年 - オランダ国際　優勝
- 1980年 - ヨーロッパ選手権　2位
- 1980年 - 世界選手権　3位
- 1981年 - ドイツ国際　56kg級　3位